# Ceraia tricuspis
Ceraia tricuspis é uma espécie de orquídea de flores pequenas que duram muito pouco, mas que floresce diversas vezes ao ano. É nativa de Borneu, Java e Sumatra.